# Dey Young
Dey Young (ur. 28 lipca 1955 w Bloomfield Hills) – amerykańska aktorka.

## Filmografia
- Doin’ Time (1985) jako Vicki Norris
- Samaritan: The Mitch Snyder Story (1986) jako Cathleen
- Kosmiczne jaja (Spaceballs, 1987) jako kelnerka
- Zwariowane świry (Zärtliche Chaoten, 1987) jako Rosi
- Uciekinier (The Running Man, 1987) jako Amy
- Wąż i tęcza (The Serpent and the Rainbow, 1988) jako pani Cassedy
- Pretty Woman (1990) jako sprzedawczyni
- Kolejne Morderstwo (Murder 101, 1991) jako Laura Lattimore
- Frankie i Johnny (Frankie and Johnny, 1991) jako była żona Johnny’ego
- Powrót do ZSRR (Back in the U.S.S.R., 1992) jako Claudia
- Konflikt interesów (Conflict of Interest, 1993) jako Vera
- Nie ma kryjówki (No Place to Hide, 1993) jako Karen
- Shake, Rattle and Rock! (1994) jako Kate Rambeau Sr
- Extreme (1995) jako Marnie Shepard
- List do mego zabójcy (Letter to My Killer, 1995) jako Helen Maris
- Gruszki na wierzbie (Pie in the Sky, 1996) jako pani Tarnell
- Prawdziwe serce (True Heart, 1997) jako Wanda
- Spisek (Shadow Conspiracy, 1997) jako Janet
- V.I.P. (gościnnie, 1998–2002)
- Taktyczna napaść (Tactical Assault, 1998) jako doktor Baxter
- Zawierucha uczuć (A Chance of Snow, 1998) jako Katerine
- Ekipa wyrzutków (The Mod Squad, 1999) jako pani Cochrane
- Strażnik (Guardian, 2001) jako porucznik Van Buren
- Opowieść o Davidzie Cassidym (The David Cassidy Story, 2000) jako Shirley Jones
- Red Eye (Red-Eye, 2005) jako agent Dallas Gate
- Flicka (2006) jako Ester Koop
- Protecting the King (2007) jako Dee